# Federazione Italiana Sport Paralimpici e Sperimentali
La Federazione Italiana Sport Paralimpici e Sperimentali (FISPES) è una federazione sportiva affiliata al Comitato Italiano Paralimpico.

## Storia
La FISPES è stata fondata nel settembre 2010 dalla fusione degli ex dipartimenti sportivi del Comitato Italiano Paralimpico di atletica leggera, sport con le armi e sport con la palla.
Durante il quadriennio paralimpico 2008-2012 il consiglio nazionale del CIP ha riconosciuto la scherma e le bocce quali discipline sportive paralimpiche (DSP) e, pertanto, la FISPES ha trasferito tutte le competenze nelle due discipline alla Federazione Italiana Bocce e alla Federazione Italiana Scherma.
FISPES è presieduta da Sandrino Porru, ex-atleta azzurro paralimpico.

## Discipline
Su delega del Comitato Italiano Paralimpico, spetta il governo e la gestione di tutta l'attività sportiva delle discipline:
- Atletica leggera paralimpica
- Tiro a segno
- Boccia
- Calcio a 7-un-lato
- Rugby in carrozzina
- Calcio per amputati